# Alien
alien — компьютерная программа, созданная для преобразования форматов различных систем управления пакетами Linux.

## Возможности
Поддерживает преобразование между пакетами Linux Standard Base, RPM, deb, Stampede (.slp), Solaris (.pkg) и Slackware (.tgz). Способна автоматически устанавливать сгенерированный пакет. При преобразовании делает попытку конвертации инсталляционных скриптов, включённых в архив. Тем не менее последней возможностью следует пользоваться крайне осторожно, так как Linux-дистрибутивы могут сильно отличаться друг от друга и неудачно преобразованные скрипты могут повредить операционную систему.

## Использование
Простой пример использования alien:
```
# alien --to-rpm --scripts ./mypkg.deb

```

Это позволит сконвертировать mypkg.deb в mypkg.rpm с преобразованием стандартных для Debian пакета инсталляционных скриптов — preinst, postinst, prerm и postrm. На выходе получится RPM-пакет.
Обратная задача решается следующей командой
```
# alien --to-deb --scripts ./mypkg.rpm

```

Это позволит сконвертировать mypkg.rpm в mypkg.deb